# Renee Paquette
Renee Paquette (Ajax (Ontario), 19 september 1984) is een Canadees presentatrice en interviewster die werkt voor All Elite Wrestling. 

## Loopbaan
Voordat Paquette aantrad bij de WWE, werkte ze voor de Canadese zender, The Score Television Network. Gedurende haar werk voor WWE stond Paquette bekend onder de naam Renee Young.
In oktober 2012 wierf de WWE Paquette aan en maakte op 29 maart 2013, in een aflevering van SmackDown, haar debuut als hun nieuwe achtergrond interviewster voor hun wekelijkse televisieprogramma's Raw en SmackDown en hun maandelijkse pay-per-viewevenementen. Haar eerste grote televisieoptreden was op WWE Experience waar ze samen met Matt Striker het programma presenteerde. Naast Experience presenteerde ze ook Bottom Line, Vintage Collection en Free For All. Ze maakte ook deel uit van de The JBL and Cole Show, een exclusieve WWE-programma op YouTube. In 2022 sloot ze zich aan bij All Elite Wrestling.